# Hypochaeris foliosa
Hypochaeris foliosa là một loài thực vật có hoa trong họ Cúc. Loài này được (Phil.) Reiche mô tả khoa học đầu tiên.